# Stachyurus coaetaneus
Stachyurus coaetaneus är en tvåhjärtbladig växtart som beskrevs av Debabarta Chatterjee.
Stachyurus coaetaneus ingår i släktet Stachyurus och familjen Stachyuraceae. Inga underarter finns listade i Catalogue of Life.